# 瓦赫施泰特
瓦赫施泰特（德語：Wachstedt）是德国图林根州的市镇，隶属于艾希斯费尔德县。总面积为17.46平方千米，截至2023年12月31日总人口为453人。